# Susan Lewis
Susan Lewis es un personaje de ficción del drama médico ER, interpretado por Sherry Stringfield de 1994 a 1996 y de 2001 a 2005, con una aparición especial en 2009. Lewis es uno de los personajes originales de la serie, introducida en la primera temporada como una joven médico residente, destacada por su inteligencia y dedicación a los pacientes. Durante la tercera temporada abandona el hospital, aunque más tarde vuelve a la serie entre la octava y la duodécima temporada, realizando una aparición especial en el episodio final de la serie.

## Biografía

### Primera a tercera temporadas
El personaje de Lewis es introducido durante el episodio piloto de la serie, donde se le caracteriza como una competente médico residente de segundo año, que trabaja en la sala de urgencias del ficticio Hospital Cook County General de Chicago. Es buena amiga de la enfermera Carol Hathaway, el Dr. Doug Ross y el Dr. Mark Greeene, que es su mejor amigo. A pesar de que es un médico muy capaz, su seguridad se ve mellada por personajes más abrasivos como el cirujano Peter Benton o el jefe de cardiología Jack Kayson, lo que la lleva constantemente a enfrentarse a ellos. Sin embargo, sale airosa de estas peleas, sobre todo con Kayson, que luego de acusarla de no preocuparse de los síntomas de un paciente que fallece, termina siendo él paciente de Lewis y ella termina por recomendar una cirugía no invasiva para salvarlo.
La vida personal de Lewis también sufre varios problemas: primero, tiene una breve relación con el psiquiatra Div Cvetic (John Terry), que en última instancia sufre un ataque de nervios y desaparece. Sin embargo, el mayor de sus problemas en la primera temporada es la presencia de su hermana Chloe (Kathleen Wilhoite), que sufre de problemas con el alcohol, drogas, hombres y dinero. En el episodio Motherhood, Chloe tiene una niña que nombra Susan ("Pequeña Susie") por su hermana. Sin embargo, en la segunda temporada, Chloe impulsivamente escapa, dejando a su bebé al cuidado de su hermana, quien se esfuerza por ser una buena madre y seguir con su residencia: mientras, una nueva jefa de residentes es contratada, la Dra. Kerry Weaver, con quien se enfrenta ocasionalmente durante la serie.
Lewis, al darse cuenta de que Chloe no volverá, decide considerar dar en adopción a Susie. Sin embargo, más tarde se arrepiente y decide adoptarla, aunque infructuosamente, debido a que Chloe vuelve a aparecer, sobria y en tratamiento, y recupera la custodia, mudándose a Phoenix, Arizona. Más tarde, en el episodio Union Station, Lewis la sigue y abandona el hospital; muy a pesar de los lamentos de Greene, que infructuosamente buscaba una relación con ella.

### Octava a decimosegunda temporadas
En el episodio Never Say Never, Lewis retorna a Chicago para una entrevista de trabajo y se reúne con Greene, ahora casado con la cirujana Elizabeth Corday. Greene le ofrece un puesto como médico tratante en la sala de urgencias, a pesar de las reservas que Weaver posee de ello. Sus problemas con su hermana resurgen cuando ella y Susie se pierden en Nueva York y Lewis debe viajar para ir a buscarlos (en un crossover con la serie Third Watch). Más tarde, durante la octava temporada, Greene fallece, lo que deja a Lewis muy afectada.
Durante la novena temporada, el Dr. Robert Romano la asciende a jefa adjunta de medicina de urgencias; y se casa, ebria en Las Vegas, con un enfermero aéreo llamado Chuck Martin (Donal Logue). Durante esta temporada, tiene como paciente a un joven llamado Sean (Patrick Fugit), que tiene un estado terminal de cáncer y con el cual se hace amigo, mientras sobrelleva las etapas finales de su enfermedad.
En la décima temporada, Lewis queda embarazada de Martin y tiene un bebé llamado Cosmo. A su vez, tras la muerte de Romano en un accidente con un helicóptero, es nombrada jefa de medicina de urgencias. Sin embargo, mientras ella busca un puesto de permanencia en el hospital, debido a la falta de subvención, la pierde frente al Dr. John Carter, por lo que a principios de la duodécima temporada, decide mudarse a Iowa.

### Vida posterior
En los episodios The Book of Abby y Shifting Equilibrium, la etiqueta "Lewis", perteneciente a su casillero, es vista en un antiguo muro del hospital.
Su personaje vuelve para el episodio final And in the End..., donde asiste a la inauguración del Joshua Carter Center y da una pequeña visita al hospital. Afirma que se ha separado de Martin y que ha comenzado a tener citas nuevamente.